# Fordsville
Fordsville és una població dels Estats Units a l'estat de Kentucky. Segons el cens del 2000 tenia 531 habitants.

## Demografia
Segons el cens del 2000, Fordsville tenia 531 habitants, 200 habitatges, i 121 famílies. La densitat de població era de 427,1 habitants/km².
Dels 200 habitatges en un 29% hi vivien nens de menys de 18 anys, en un 43% hi vivien parelles casades, en un 14,5% dones solteres, i en un 39,5% no eren unitats familiars. En el 36% dels habitatges hi vivien persones soles el 22,5% de les quals corresponia a persones de 65 anys o més que vivien soles. El nombre mitjà de persones vivint en cada habitatge era de 2,31 i el nombre mitjà de persones que vivien en cada família era de 3,04.
Per edats la població es repartia de la següent manera: un 22,2% tenia menys de 18 anys, un 8,5% entre 18 i 24, un 21,3% entre 25 i 44, un 18,6% de 45 a 60 i un 29,4% 65 anys o més.
L'edat mediana era de 43 anys. Per cada 100 dones de 18 o més anys hi havia 74,3 homes.
La renda mediana per habitatge era de 17.273 $ i la renda mediana per família de 22.917 $. Els homes tenien una renda mediana de 27.679 $ mentre que les dones 17.917 $. La renda per capita de la població era de 14.740 $. Entorn del 25,2% de les famílies i el 25,6% de la població estaven per davall del llindar de pobresa.

## Poblacions més properes
El següent diagrama mostra les poblacions més properes.